# Malattia di Krabbe
La malattia di Krabbe conosciuta anche come leucodistrofia a cellule globose o galattosilceramide lipidosi, è una rara, spesso fatale, malattia degenerativa che affligge la guaina mielinica degli assoni del sistema nervoso centrale. La malattia è ereditaria con carattere autosomico recessivo. Viene chiamata con il nome del neurologo danese Knud Haraldsen Krabbe.

## Epidemiologia
La malattia di Krabbe ha un'incidenza di circa 1 su 100 000 nascite. 
Una più alta incidenza, circa 1 su 6000, è stata riportata in alcune comunità arabe in Palestina. I paesi scandinavi hanno più alti tassi di incidenza della malattia, con 1 su 50 000 nascite.
La malattia di Krabbe si può manifestare anche nei gatti e nei cani, in particolare nelle razze Westies Terrier e Cairn Terrier.